# Zhu De
Zhu De, född 1 december 1886 i Yilong, Sichuan,  död 6 juli 1976 i Peking, var en kinesisk krigsherre, militär och senare kommunistisk politiker. Han var under många år överbefälhavare i kinesiska Folkets befrielsearmé och dess föregångare. Efter grundandet av Folkrepubliken Kina hade han främst representativa ämbeten. Han betraktas som en viktig militär strateg under det kinesiska inbördeskriget.

## Tidig karriär
Zhu fick en lägre utbildning tack vare sin morbror. Han tog examen och till hans förvåning lyckades han uppnå den lägsta examensgraden xiucai i det kejserliga examensväsendet. Fram till dess att han gick med i den kinesiska armén studerade han vid lärarhögskolan i Chengdu, och var gymnastiklärare ett år. Han var republikan och motståndare till Qingdynastin och anslöt sig till Tongmenghui. Från 1908 studerade han vid Yunnans militärhögskola i Kunming, där han fortsatte som lärare efter att han tagit examen.
Under de första åren av Republiken Kinas historia deltog han i olika militära expeditioner i Yunnan-provinsen under krigsherren Cai E och förde befäl över enheter på gränsen till Laos och Vietnam. Vid denna tid var han starkt beroende av opium, men kom ut av det tack vare en tid på ett sjukhus i Shanghai. Han försökte ansluta sig till Kinas kommunistiska parti (KKP) år 1922, men beviljades inte inträdde.

## Kommunistisk aktivism
I Shanghai lärde Zhu känna marxismen-leninismen. 1920 studerade han i Europa och var inskriven från 1924 till 1925 vid Georg-August-Universität Göttingen, Tyskland. Det var vid denna tidpunkt han lyckades ansluta sig till kinesiska kommunistpartiet. Det var inte utan problem, för att sedan partiets ordförande, Chen Duxiu, inte ville ha honom på grund av hans militära förflutna. Men Zhou Enlai gick in för honom varför han fick gå med i partiet.
Zhus verksamhet behagade inte de tyska myndigheterna - det var litet med studier, men mer med publicering av tidningar, och besök på museer och industrianläggningar. De arresterade honom ett par gånger för revolutionär verksamhet och slutligen utvisade de honom. 1935 Zhu åkte till Sovjetunionen och genomgick där en militär utbildning där på en högskola för asiatiska studenter. Under 1936 återvände han hem till Kina.

## Befälhavare i Röda armén
Zhus nära kontakt med Mao Zedong inleddes efter det misslyckade Nanchangupproret år 1927, varefter de båda flytt till Jinggangbergen. Zhu De och Mao Zedong hade möjlighet att utveckla en stark gerillaarmé av de överlevande från upproret, och kunde utöka det kommunistiska inflytandet i det område som kallads Kinesiska sovjetrepubliken. Zhus personliga värde och hans militära framgångar gav honom stor prestige. 
Under den Långa marschen förde Zhu tillsammans med Zhang Guotao tillsammans med den befälet över den västra grenen av Röda armén, som bara lyckades dra sig ur Sichuan-provinsen med största besvär. Zhu ledde (under Maos politiska ledarskap) återuppbyggandet av den kommunistiska armén i Yan'an. Under andra sino-japanska kriget (1937-1945) och under det kinesiska inbördeskrigets sista fas från 1945 till 1949 var Zhu befrielsearméns överbefälhavare. Efter 1945 var han överbefälhavare för Folkets befrielsearmé, och var också vice ordförande för KKP.

## Senare år
Zhu De fick 1975 sin sista post, som ordförande för den nationella folkkongressen, och var fram till sin död 1976 en respekterad kinesisk statsman.